# Andel
Andel er udtryk for den del, man udgør, ejer, eller har ret til ud af et samlet hele. 
Begrebet kendes f.eks. fra Andelsbevægelsen, andelsboligformen og aktiemarkedet (på engelsk hedder en aktie "share", dvs. andel). Forskellen mellem de forskellige andelsformer beror på magtfordelingen. I aktieselskaberne er magten fordelt efter de enkelte andeles størrelse. Så når man har aktiemajoriteten, har man i realiteten den fuldstændige magt over helheden og kan behandle minoritetsaktionærerne efter forgodtbefindende (inden for lovens rammer). 
I Andelsbevægelsen derimod er der tradition for, at man "stemmer efter hoveder", ikke efter "høveder" (dvs. kvægbestandens relative størrelse – billedligt talt). 
Har du en andelsbolig, ejer du ikke din bolig, du ejer en andel i andelsboligforeningen. Du er andelshaver og din andel giver dig brugsret til foreningens boliger. Der er både fordele og ulemper ved andelsboliger.
En andels størrelse kan være angivet enten absolut som en pengemæssig kapital, eller som et forholdstal set i relation til den helhed, andelen relaterer sig til.

## I statistik
I statistik kan ordet andel bruges synonymt med frekvens. I en stikprøve vil andelen således betegne antallet af observationer af en given type divideret med observationssættets størrelse. Ordet andel har den fordel frem for frekvens at det ikke forveksles med det engelske begreb frequency, som betyder antal/hyppighed.